# Marano di Napoli
Marano di Napoli ist eine Gemeinde mit 57.740 Einwohnern (Stand 31. Dezember 2023) in der Metropolitanstadt Neapel, Region Kampanien.
Marano di Napoli grenzt an Calvizzano, Mugnano di Napoli, Neapel, Quarto und Villaricca.

## Bevölkerungsentwicklung
Marano di Napoli zählt 18.772 Privathaushalte. Zwischen 1991 und 2001 stieg die Einwohnerzahl von 47.961 auf 57.448. Dies entspricht einem prozentualen Zuwachs von 19,8 %.

## Wirtschaft
Heute sind die wichtigsten wirtschaftlichen Standbeine der Stadt Handel und Landwirtschaft. Früher wurde hier der sogenannte Tuffstein abgebaut. Das Gestein war vor allem in der Region Neapel und Rom als Baustoff begehrt, deshalb sind noch heute viele Gebäude aus dem Material im Ort erhalten.